# کوه هاوکینز
کوه هاوکینز (به انگلیسی: Hawkins Mountain) یک کوه در ایالات متحده آمریکا است که در شهرستان کیتیتاس، واشینگتن واقع شده‌است. کوه هاوکینز ۲٬۱۸۲٫۳۹ متر بالاتر از سطح دریا واقع شده‌است.